# بيلار البوربونية
الأميرة ماريا ديل بيلار دي بوربون (1936 - 2020)، هي أميرة إسبانية شقيقة الملك خوان كارلوس الأول وعمة الملك فيليب السادس. كانت رئيسة الاتحاد الدولي للفروسية من 1994 إلى 2005 نشطت دائمًا في رياضة الفروسية. كانت أيضًا عضوًا فخريًا في اللجنة الأولمبية الدولية منذ عام 2006. وكانت أيضًا عضوًا في مجلس الشرف للجنة الأولمبية الإسبانية.
ولدت في كان بفرنسا يوم 30 يوليو 1936.

## وفاتها
توفيت عن عمر يناهز 83 عامًا يوم 8 يناير 2020 في مستشفى Ruber الدولي في مدريد حيث تم إدخالها منذ 5 يناير 2020. وقد توفيت بسبب مضاعفات سرطان القولون.

## روابط خارجية
- بيلار دي بوربون على موقع اللجنة الأولمبية الدولية (الإنجليزية)
- بيلار دي بوربون على موقع أوليمبيديا (الإنجليزية)